# Тандил
Тандил (на испански: Tandil) е град в провинция Буенос Айрес, Аржентина. Градът е родно място на много известни спортисти, както и на бившия аржентински президент Маурисио Макри.

## История
Селището е основан от аржентинския политик Мартин Родригес на 4 април 1823 г. под името Фуерте Индепенденсия (на испански: Fuerte Independencia). С течение на времето местното туземно население се смесва и се асимилира от нарастващото европейско население. Повечето от имигрантите идват от Испания и Италия. Тандил е обявен за град през 1895 г. и се превръща в известна туристическа дестинация в страната.
Счита се, че името Тандил произлиза от езика на народа Мапуче и означава „падаща скала“. Това вероятно е свързано със скалата Пиедра Моведиса (на испански: Piedra Movediza) – голяма канара, която някога е стояла балансирана на ръба на хълм в района. За да демонстрира незабележимото движение на скалата е била честа практика да се поставят стъклени бутилки в основата ѝ, които след това са се пръскали на парчета. Скалата накрая пада на 29 февруари 1912 г. и се разцепва на две в подножието на хълма. През май 2007 г. е поставена реплика на скалата на мястото, където е стояла. Тази реплика, обаче, е циментирана и не се движи.

## Известни личности
- Маурисио Макри
- Хуан Монако
- Хуан Мартин дел Потро
- Мауро Каморанези